# Gaetano Bisleti
Gaetano Bisleti (Veroli, 20 marzo 1856 – Grottaferrata, 30 agosto 1937) è stato un cardinale italiano.

## Biografia
Nacque a Veroli il 20 marzo 1856.
Papa Pio X lo elevò al rango di cardinale nel concistoro del 27 novembre 1911.
In qualità di cardinale protodiacono il 6 febbraio 1922 ha pronunciato l'Habemus Papam che annunciò l'elezione di Pio XI.
Morì il 30 agosto 1937 all'età di 81 anni.